# 패티 듀크
애나 마리 "패티" 듀크(영어: Anna Marie "Patty" Duke, 1946년 12월 14일 ~ 2016년 3월 29일)는 미국의 배우이다.

## 영화
- 미라클 워커
- 인형의 계곡
- 스웜 (영화)
- 키스의 전주곡

## 텔레비전
- 제6지대
- 하와이 파이브-O
- 스트리트즈 오브 샌프란시스코
- 원탁의 삼총사
- 프레이저 (시트콤)
- 천사의 손길
- 저징 에이미
- 체인지 디바
- 글리 (드라마)
- 리브 & 매디